# Sarmaten

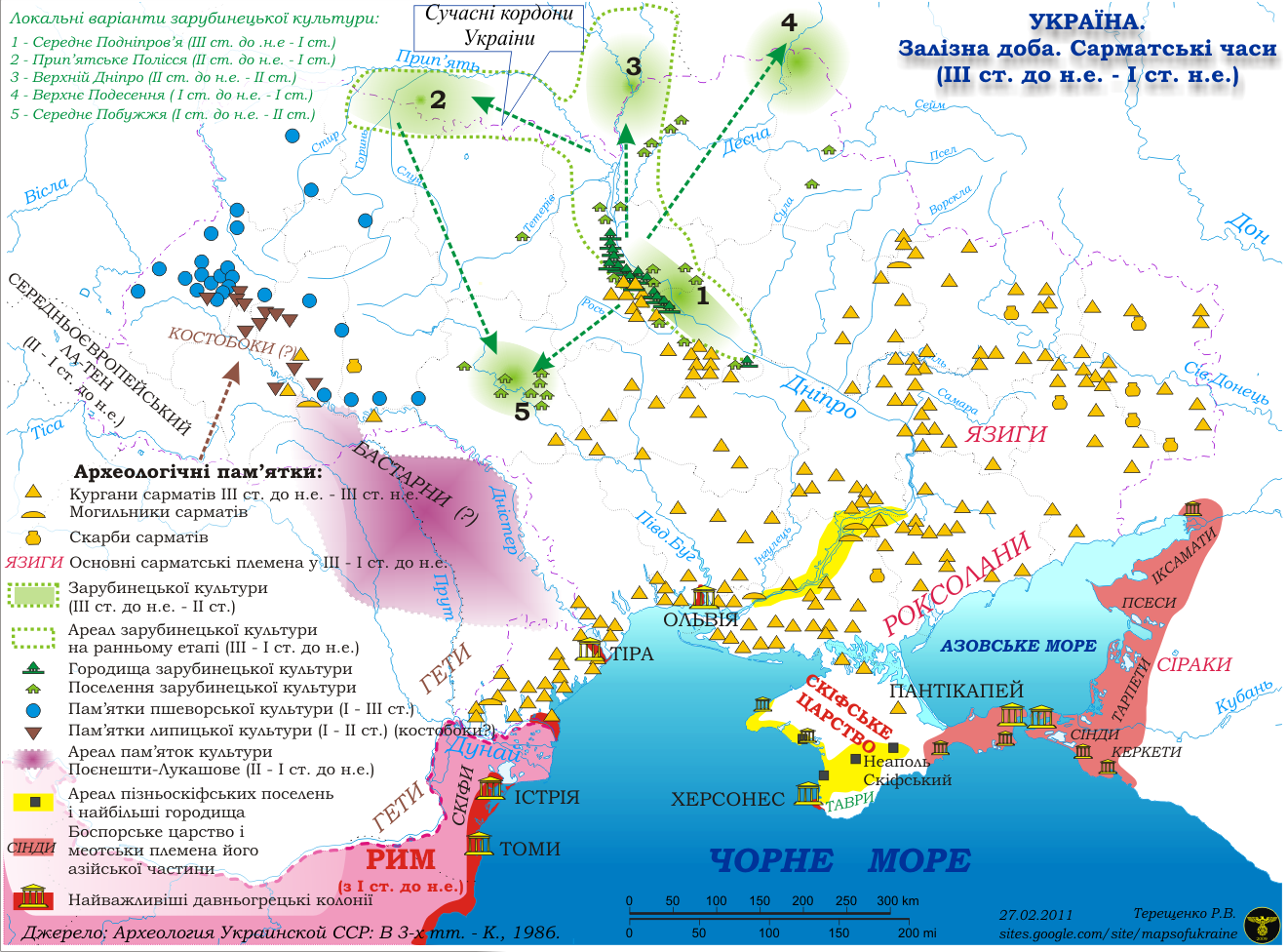
Einige sarmatische Grabhügel (gelbe Dreiecke), andere Hügel und Fundstätten (weitere gelbe Symbole). Die Funde gehen nach Osten weiter. Skythische Restbesiedlung (gelbe Flächen), skythisches Restreich (roter Schriftzug auf der Krim) und Teilstämme der Jazygen, Roxolanen und Siraken (violette Schriftzüge, die ersten beiden wanderten später nach Westen ab) innerhalb der Ukraine 3. Jh. v. Chr.–1. Jh. n. Chr.

Die Sarmaten, auch Sauromaten genannt, waren eine Stammeskonföderation mehrerer Stämme iranischer Reitervölker, die von antiken Schriftquellen erstmals für das Jahr 513 v. Chr. erwähnt werden. Die mit den Skythen verwandten Sarmaten kamen ursprünglich aus Mittelasien und siedelten zwischen dem 6. Jahrhundert v. Chr. und dem 4. Jahrhundert n. Chr. am südlichen Ural. Schließlich erreichten sie die Steppengebiete des südlichen europäischen Teils des heutigen Russlands und der Ukraine, die zunächst von den antiken Griechen, später auch von den Römern als Sarmatien bezeichnet wurden. Hier verdrängten oder ersetzten die Sarmaten ab dem 3. Jahrhundert v. Chr. die Skythen, was zahlreiche Grabfunde belegen.
Die Sprache der Sarmaten gehörte zur nordost-iranischen Gruppe der indogermanischen Sprachfamilie (mitteliranische Periode) und lebt noch heute in der Sprache der Osseten im Kaukasus fort. Ab 370 n. Chr. zerfiel das lockere Bündnis der sarmatischen Teilstämme beim Vordringen der Hunnen aus dem Osten und der dadurch ausgelösten Völkerwanderung nach Westen.

## Geschichte
Der sowjetische Historiker Boris D. Grekov definierte 1947 anhand von Kurgan-Gräberfunden eine einheitliche Kultur von Steppen-Nomaden, die sich vom Schwarzen Meer bis östlich der Wolga erstreckte, mit den Hauptfundstätten in den Ortschaften Kardaielova und Chernaya am Ural-Fluss. Grekovs Zeiteinteilung stimmt mit den meisten antiken Quellen überein und gilt heute noch als Orientierung:
1. Sauromaten (6. bis 5. Jahrhundert v. Chr.)
2. Frühe Sarmaten (4. bis 2. Jahrhundert v. Chr.)
3. Mittlere Sarmaten (spätes 2. Jahrhundert v. Chr. bis spätes 2. Jahrhundert n. Chr.)
4. Späte Sarmaten (spätes 2. bis 4. Jahrhundert n. Chr.)

Antike Schriften benutzen die Bezeichnungen „Sauromaten“ und „Sarmaten“ in unterschiedlicher Weise: Zum Teil ist dasselbe Volk gemeint (griechischer / lateinischer Name), zum Teil werden damit zwei Volksgruppen unterschieden, wobei die eine der anderen nachfolgen soll. Als glaubhaft gilt heute, dass Sauromaten Vorfahren der Sarmaten waren, vielleicht ihr eigener früherer Name.
Der griechische Geschichtsschreiber Herodot berichtet, dass die Sauromaten den benachbarten Skythen um 513 v. Chr. gegen die angreifenden Perser unter Dareios I. beistanden. Zu diesem Zeitpunkt war das Verhältnis zwischen den beiden Volksgruppen offenbar friedlich.

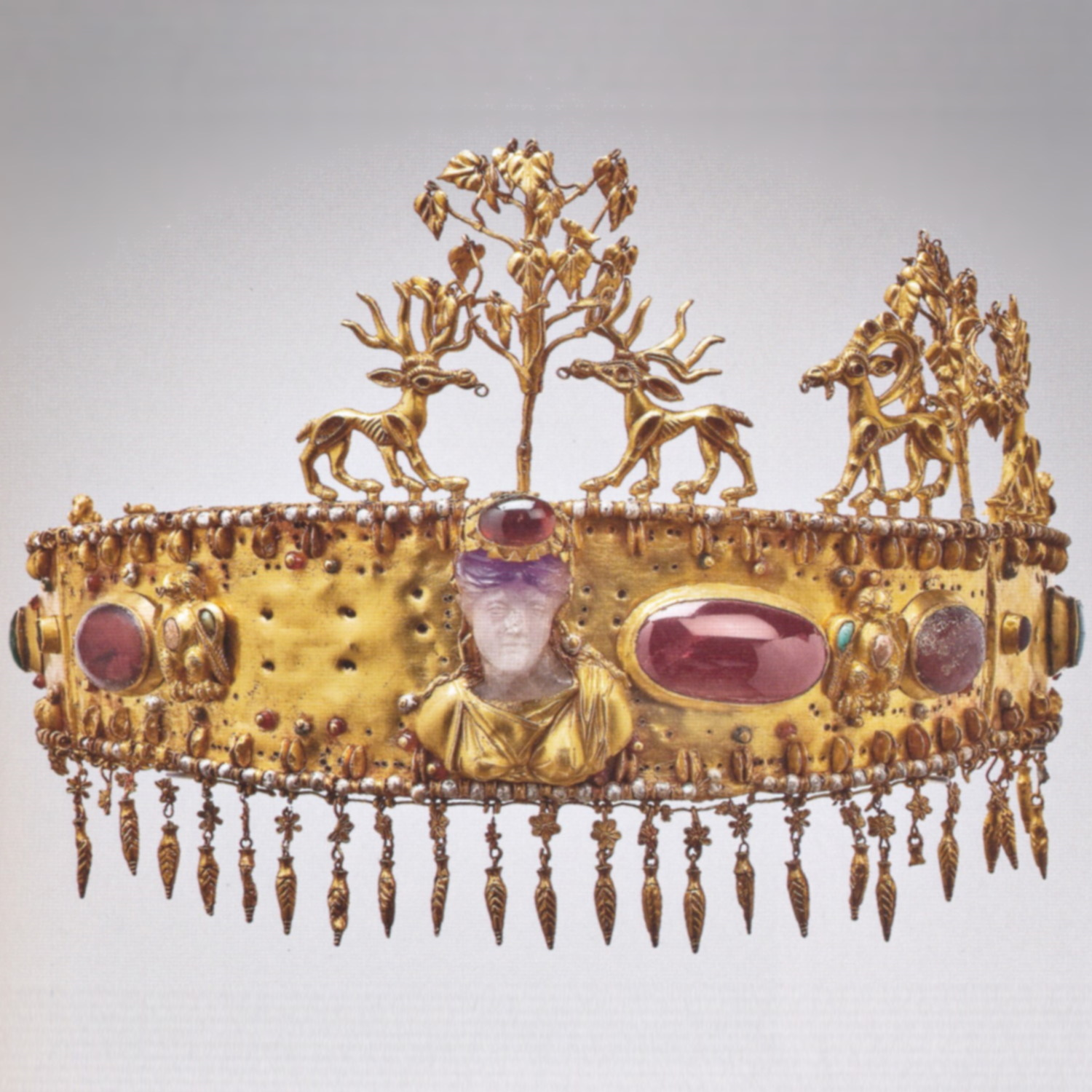
Sarmatisches Königinnen-Diadem. 1864 in einem Frauengrab im Kurgan Chochlatsch im Stadtgebiet von Nowotscherkassk entdeckt. Heute in der Eremitage in St. Petersburg.

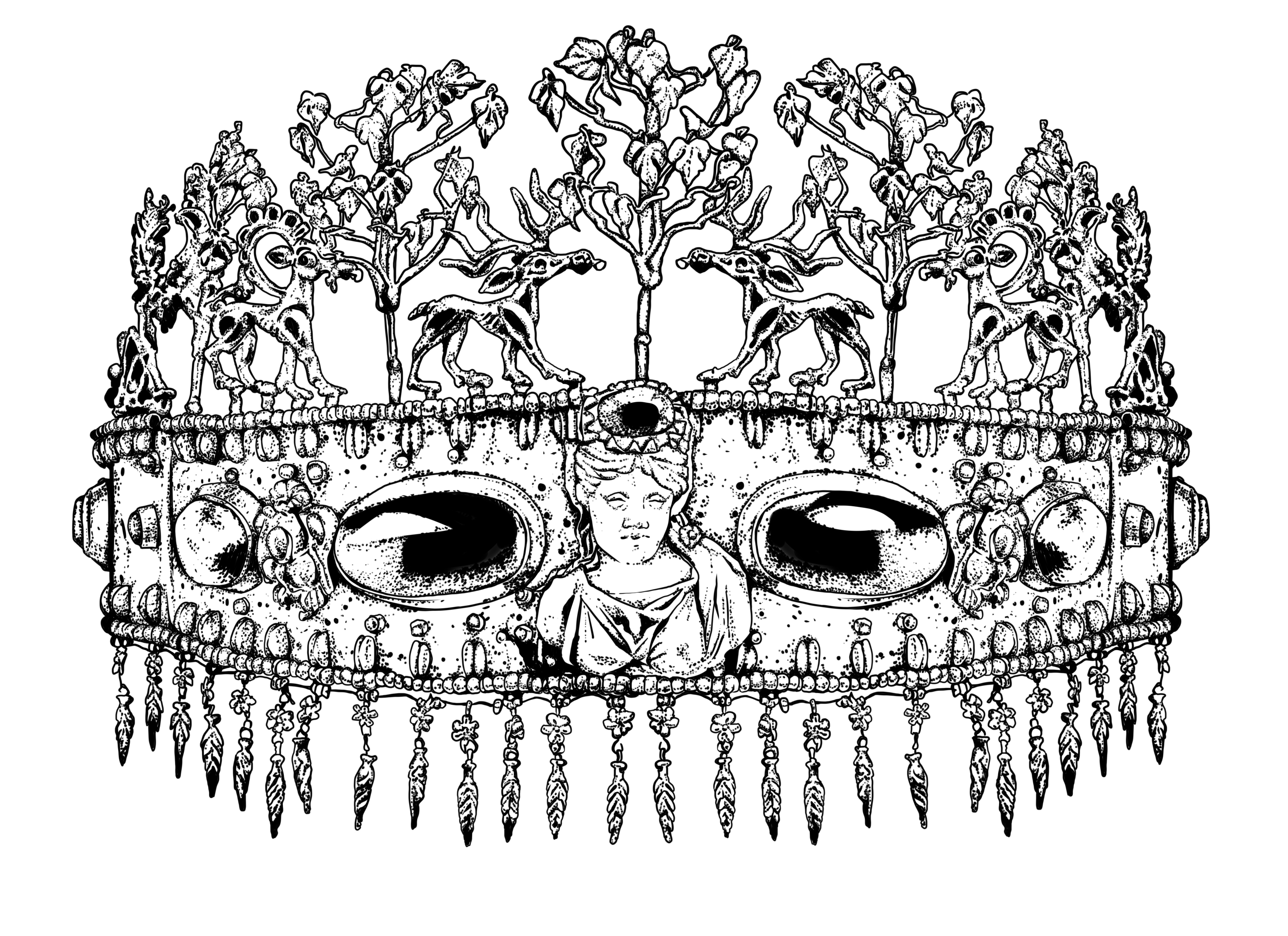
Rekonstruktion. Die Motive oben sind im sarmatischen Tierstil, einer Variante des skythischen Tierstils gearbeitet. Die Frauen-Gemme darunter ist dagegen eine römische Arbeit, datiert auf Mitte 1. bis Mitte 2. Jh. n. Chr.

Die Sauromaten-Kultur wandelte sich im Verlauf des 4. Jahrhunderts v. Chr. Wahrscheinlich wurde das Weideland für die Steppen-Nomaden knapp, als neue Gruppen vom Ural-Gebirge und aus der Taiga zu den Sauromaten stießen, unter ihnen die Massageten, die wiederum mit den Saken verbündet waren. Durch gesellschaftliche Veränderungen sowie Abwanderung formierten sich nun die Sarmaten. Am Fluss Ilek im Südural wurden in Kurgan-Hügeln reich ausgestattete Gräber gefunden, offensichtlich für Angehörige der Elite. Es wird vermutet, dass in dieser Region ein Zentrum der Sarmaten lag.
Herodot vermerkte in seinen „Historien“ (4.21-117), die Sauromaten seien aus der Vermischung einer Gruppe von Skythen mit den Amazonen entstanden. Dies könnte mit einer hohen Stellung sowie kämpferischen Ausstattung von Frauen in der frühen sarmatischen Gesellschaft zusammenhängen, wie weibliche Kurgan-Gräber mit Waffenbeigaben und wertvoller Ausstattung belegen. So berichtet der makedonische Schriftsteller Polyainos um 165 n. Chr., wie die sarmatische Königin Amage im 3. Jahrhundert v. Chr. eigenhändig den Herrscher der Krim-Skythen besiegte.

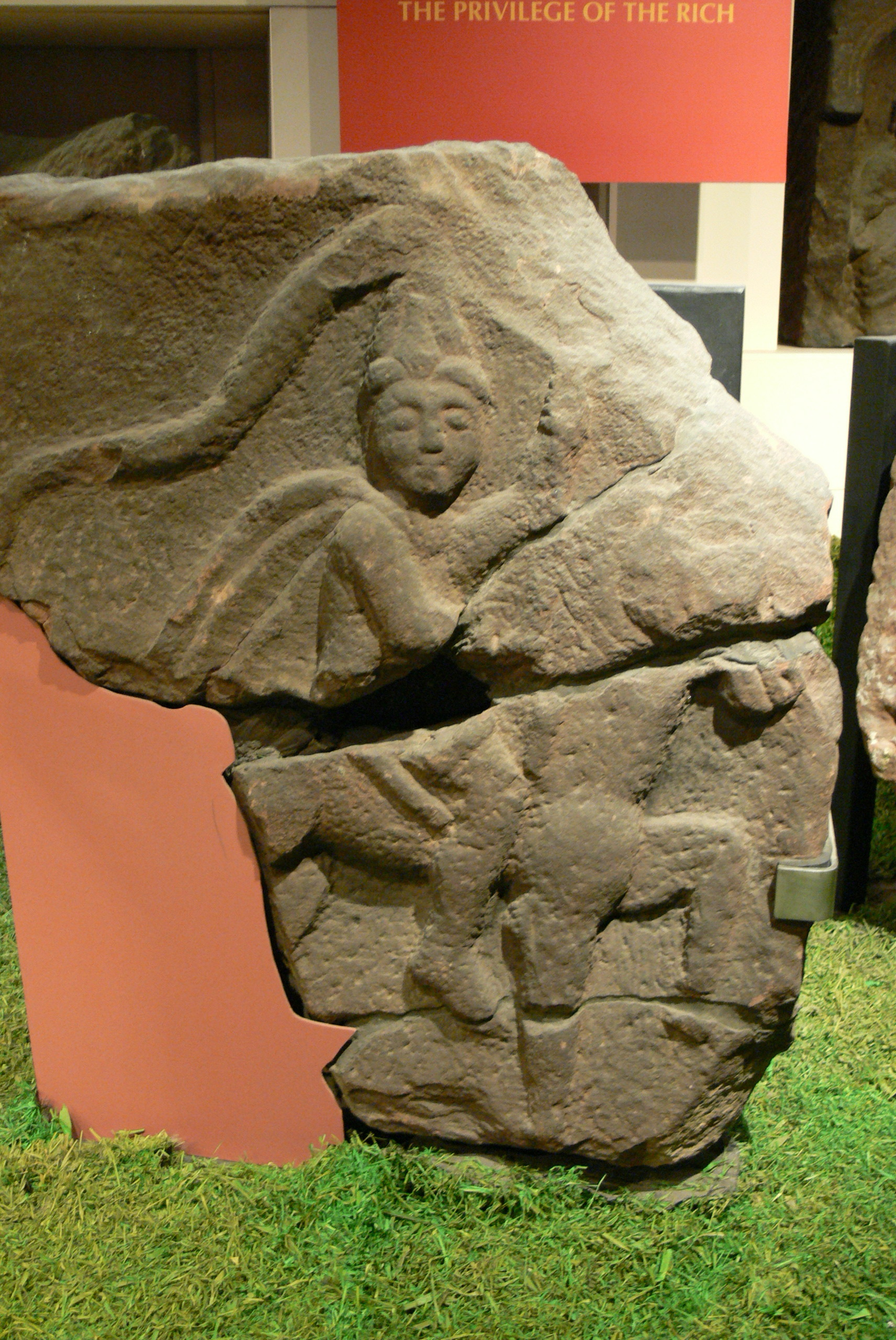
Grabstein eines in Britannien stationierten sarmatischen Reiters, Grosvenor Museums, Chester

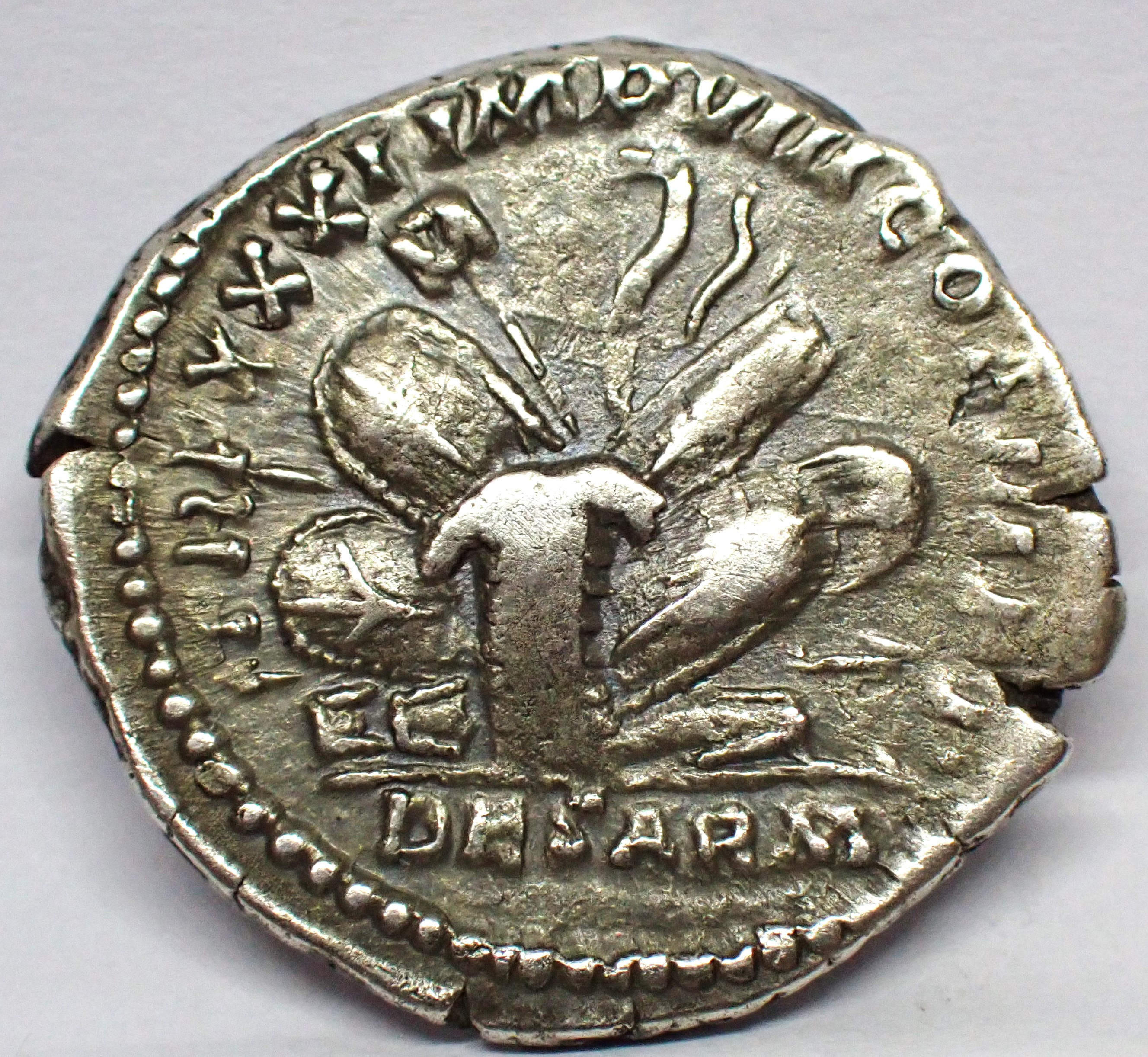
Rückseite eines Denars des Marcus Aurelius auf den Sieg über die Sarmaten mit Waffenhaufen, darunter DE SARM

Sarmatische Stämme überfielen oft das angrenzende Römische Reich, später wurden sie häufig als Auxiliariae (Hilfstruppen) angeworben und kämpften als schwere Kavallerie in verschiedenen römischen Legionen. Der römische Geschichtsschreiber Cassius Dio (155–235) berichtete, wie der sarmatische Stamm der Jazygen 175 n. Chr. im 1. Markomannenkrieg an der nördlichen Mündung der Donau am Schwarzen Meer eine Niederlage gegen die Römer erlitt. Im Rahmen des folgenden Waffenstillstands verlangte Kaiser Marc Aurel vom jazygischen König Zanticus 8000 Mann Reitertruppen als Geiseln, wovon 5500 sofort in die römische Provinz Britannia verlegt wurden. In Bremetennacum (Ribchester, Lancashire) wurden diese Sarmaten als Hilfstruppe Ala Sarmatarum der römischen Legion VI Victrix zum Schutz des Hadrianswalls gegen die schottischen Pikten stationiert. Den Sieg über die Sarmaten feierte Marc Aurel mit der Darstellung eines sarmatischen Waffenhaufens und der Abkürzung DE SARM im Abschnitt.
Ab dem 3. Jahrhundert wurden Sarmaten im ganzen Römischen Reich angesiedelt, kämpften mit ihren schwer gepanzerten Kataphrakten in römischen Armeen und erwarben oft die römische Staatsbürgerschaft. Das römische Staatshandbuch „Notitia Dignitatum“ (zwischen 425 und 433 n. Chr.) nennt allein 18 Zentren sarmatischer Siedlungen in Gallien und Italien. Auch in Thüringen finden sich Ansiedlungen von Sarmaten. Sarmatische Truppen wurden auch am Niederrhein stationiert, z. B. im römischen Kastell Gelduba am Ort des heutigen Krefeld. Dennoch gingen römische Truppen im Auftrag des Kaisers Konstantin des Großen 334 n. Chr. erfolgreich gegen sarmatische Siedlungsgebiete vor. Auch an diesen Sieg wurde auf einer Münze mit der Umschrift SARMATIA DEVICTA (= Sarmatien ist besiegt) um die Siegesgöttin Victoria erinnert.

Nahe Budapest wurde ein Zentrum später sarmatischer Keramik gefunden.

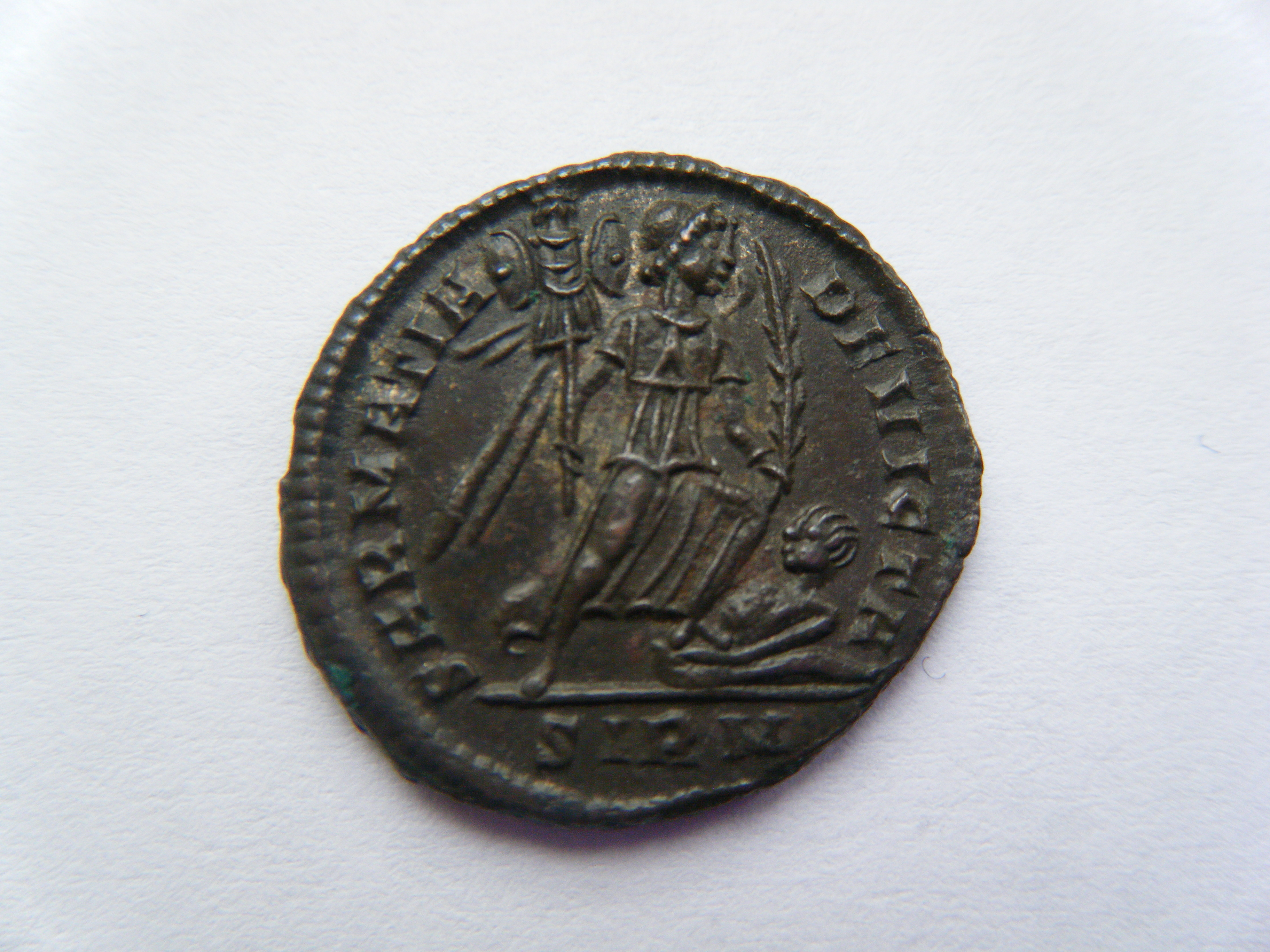
Die römische Siegesgöttin Victoria triumphiert über die personifizierte Sarmatia, Münze Kaiser Konstantins mit Umschrift SARMATIA DEVICTA (Sarmatien besiegt)

Nach Ansicht Zeunes verlief nach der Völkerwanderung die Sprachgrenze zwischen Sarmaten und Germanen entlang der Flüsse Warthe und Weichsel.

## Bewaffnung und Ausrüstung

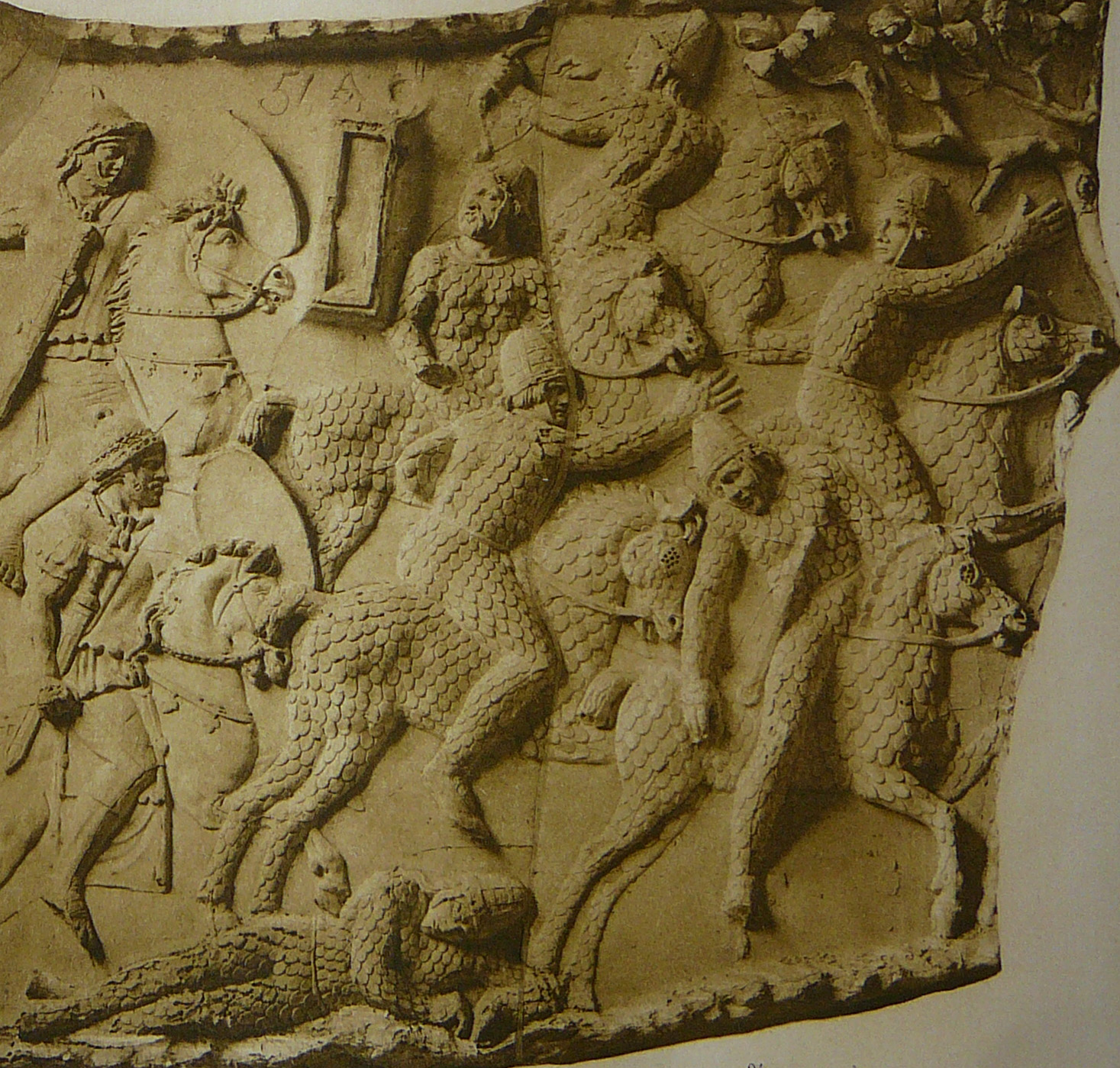
Sarmatische Panzerreiter fliehen vor der römischen Kavallerie. Relief der Trajanssäule in Rom.

Gefürchtet waren die sarmatischen gepanzerten Lanzenreiter, die beidhändig bis zu vier Meter lange Stoßlanzen benutzten und einen Prototyp des mittelalterlichen Ritters darstellen. Auch berühmt waren die berittenen Bogenschützen der Sarmaten, die mit Reflexbögen von großer Reichweite und Durchschlagskraft sogar rückwärts gewandt schießen konnten (siehe Parthisches Manöver). Eine wirkungsvolle Taktik der sarmatischen Stämme war es, ihre Gegner durch Scheinrückzüge in Hinterhalte zu locken.
Groß war der Einfluss der Sarmaten auf das späte römische Heer, das bis dahin über keine schwere Kavallerie verfügte. So gehen nicht nur die schwergepanzerten römischen Kataphrakte auf sarmatische Vorbilder zurück, sondern auch die spätrömische Contus-Lanze sowie Helm-Arten wie der Spangenhelm. Die Dracostandarte, ein Feldzeichen der römischen Kavallerie in Form einer Schlange mit Drachen- oder Wolfskopf, findet sich bereits auf Abbildungen sarmatischer Reiter.

## Sarmatische Stämme
Die Sarmaten im Ganzen waren kein einheitliches Volk, sondern setzten sich aus zahlreichen iranischen Volksgruppen und Teilstämmen zusammen, verbunden durch einen gemeinsamen Kulturhorizont:
Die Aorsen waren der größte Stamm unter den Sarmaten. Nach ihrer Abspaltung von der sarmatischen Stammeskonföderation siedelten die Aorsen nördlich des Bosporanischen Reiches und eroberten fast die ganze Ukraine, Belarus und das Gebiet Russlands bis nach Nowgorod. Im 3. Jahrhundert n. Chr. wurden sie von den Goten endgültig geschlagen.
Die Jazygen (lat. Iazyges) waren ursprünglich westlich des Don an der Schwarzmeerküste beheimatet. Ihre Ansiedlung zwischen Donau und Theiß im 1. Jahrhundert wurde zusätzlich von Rom gefördert, um einen Keil zwischen germanisches und dakisches Territorium zu treiben. 5500 Mann ihrer Reitertruppen wurden in römischen Diensten in Britannien stationiert.

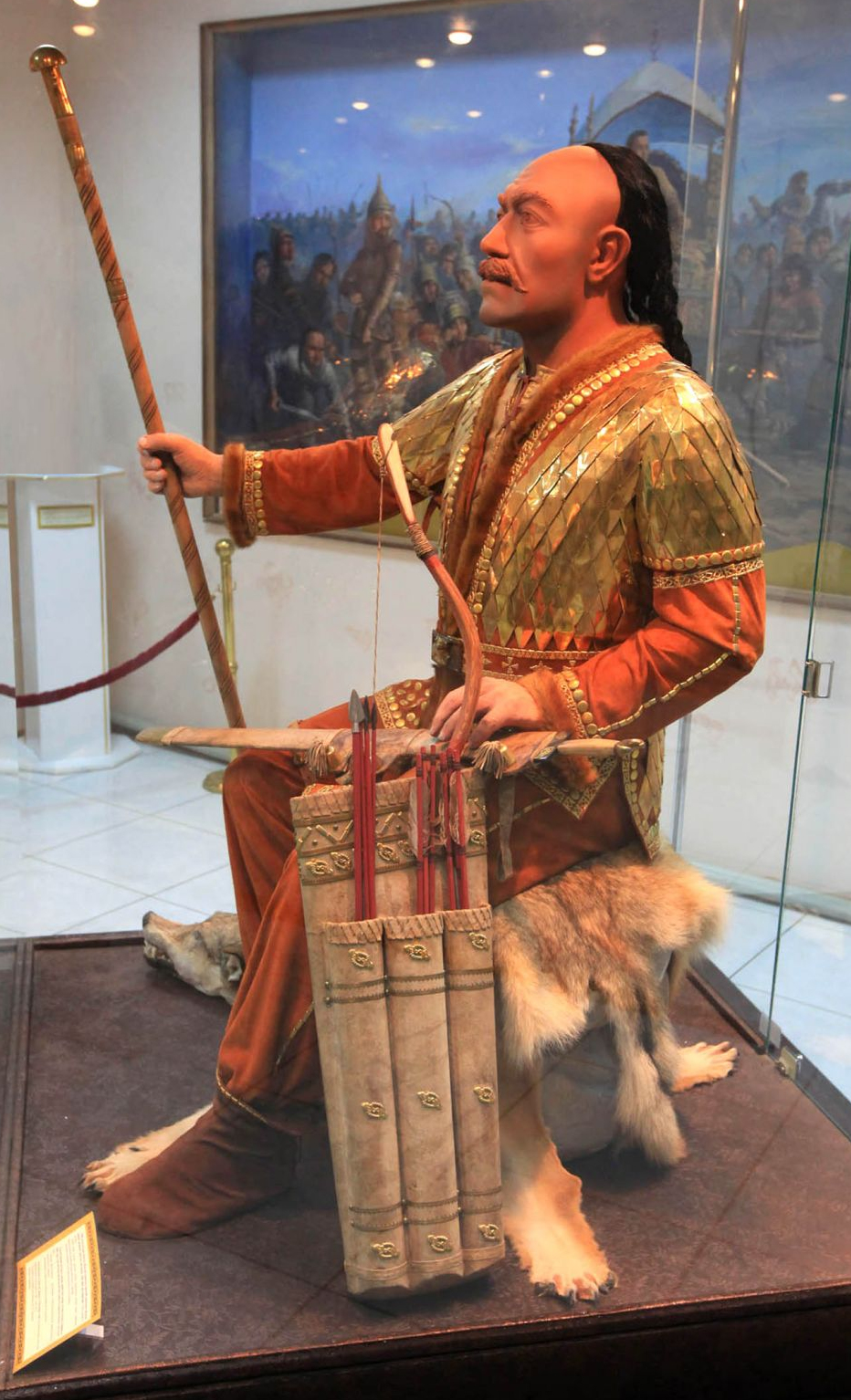
Sarmatischer Herrscher aus Araltobe

Die Alanen sind ab dem 2. Jahrhundert v. Chr. im nördlichen Kasachstan und im Nordosten des Kaspischen Meeres fassbar, zogen dann ab der Mitte des 1. Jahrhunderts n. Chr. in die südrussischen Steppen zwischen Wolga und Don. Sie existierten als eigener Stammesverband länger als die Sarmaten und nahmen in späterer Zeit auch andere Kulturelemente auf. Ein Teil der Alanen schloss sich in der Völkerwanderung zuerst den Hunnen, danach den Vandalen an und gelangte mit ihnen im 5. Jahrhundert nach Africa. Im 9. Jahrhundert entstand im Kuban-Gebiet und im Nordkaukasus der Staat Alanien, der nach einigen Jahrzehnten von byzantinischen Missionaren teilweise christianisiert wurde. Mit dem Einfall der Mongolen im 13. Jahrhundert wurde dieses alanische Königreich zerschlagen und einige tausend Alanen nach Ungarn vertrieben (siehe Jász). Die von ihnen in drei Sprachdenkmälern überlieferte „altossetische“ Sprache besteht bis heute im Zentral-Kaukasus als ossetische Sprache fort.
Die Roxolanen waren ursprünglich westlich des Don in den Steppen der heutigen Ukraine beheimatet. Ab dem 1. Jahrhundert n. Chr. siedelten sie nördlich der Donau und überfielen wiederholt die römische Provinz Moesia.
Die Siraken waren zahlenmäßig einer der kleineren sarmatischen Stämme und ursprünglich in Kasachstan ansässig. Im 5. Jahrhundert v. Chr. wanderten sie in die Gebiete nördlich des Schwarzen Meeres ein und siedelten sich im späten 4. Jahrhundert v. Chr. zwischen Don und Kaukasus an, wo sie schließlich die Herrschaft über das Kuban-Gebiet erlangten. Die Siraken hatten lebhafte Beziehungen mit dem Bosporanischen Reich und viele von ihnen gaben ihren halbnomadischen Lebensstil auf, wurden sesshaft und übernahmen die griechische Kultur und Sprache.
Die Maioten waren im Gegensatz zu den nomadisierenden Sarmaten-Stämmen sesshafte Ackerbauern, unter anderem auf der russischen Taman-Halbinsel und im Gebiet des Kaukasus, ebenfalls stark von der griechischen Kultur beeinflusst. Einige sowjetisch-russische Forscher jüngerer Zeit bezweifeln, dass die Maioten zu den iranischsprachigen Sarmaten gehörten, sondern vermuten bei ihnen frühe nordwestkaukasische Sprachen.
Daneben existierten zahlreiche kleinere sarmatische Stämme (dazu gehörten möglicherweise auch die Boraner; ferner die Gynaecocratumeni, die von Pomponius Mela und von Plinius dem Älteren erwähnt werden, in der Umgebung des Asowschen Meeres lebten und als Gatten der Amazonen angesehen wurden).
Die Massageten, die Saken und die Skythen, die den Sarmaten kulturell nahe standen, in den gleichen archäologischen Kulturhorizont gehörten und nach überlieferten Personennamen auch verwandte Sprachen verwendeten, werden von den Sarmaten unterschieden.

### Alte DNA
Die Sarmaten zeigten, gleichwohl ihrer weiten geographischen Verbreitung in Europa und Zentralasien (Kasachensteppe), eine recht einheitliche genetische Zusammensetzung. Demnach stammen die Sarmaten von frühen Iranischen Völkern beziehungsweise mehrheitlich von der Sintaschta- (–70–85 %) als auch der Oasenkultur (15–20 %) ab und fallen in einen Europäisch/Iranischen Cluster („West Eurasisch“). Im Gegensatz zu den ,Altai Skythen‘, zeigten die Sarmaten keine oder nur geringe Spuren eines ostasiatischen beziehungsweise sibirischen Genoms (0–10 %). Heutige Tadschiken zeigen genetische Affinität zu den historischen Indoiranische Stämmen Zentralasiens.
Die Mehrheit der Sarmaten trug die väterliche Haplogruppe R1b, während eine Minderheit R1a sowie J angehörte.

## Gegenwartsbezüge
Die heutigen Osseten im Nordkaukasus sind sprachlich und kulturell die direkten Nachfahren des sarmatischen Stammes der Alanen.
Einige Forscher führen die Bezeichnung Rus als alten Namen Russlands und der Russen bzw. Ras als alten Namen Serbiens und der Serben auf den alanischen Teilstamm der Ruchs-as oder auf die sarmatischen Roxolanen zurück. Diese Rukhs-as-Theorie wird aber allgemein abgelehnt und Rus als Bezeichnung der Wikinger in Russland identifiziert.
Als denkbar gilt die Herkunft des Namens der Serben (Srb) und der Kroaten Hrvat (Houravat, Houravati) von sarmatischen Stämmen. Ein direkter Zusammenhang der Ethnogenese südslawischer Völker mit sarmatischen Stämmen wurde jedoch schon im 19. Jahrhundert bezweifelt und teilweise widerlegt.
Als nationaler Mythos leben die Sarmaten auch in Polen fort. Die Ideologie des Sarmatismus wurde in der Frühen Neuzeit zur Rechtfertigung der Herrschaft der „Szlachta“ über die slavische Mehrheitsbevölkerung im Zeitalter der Aristokratischen Republik (1569–1795) benutzt.
Hierzu trug auch ein Buch des Italieners Alexander Guagnini bei, das als Beschreibung des sarmatischen Europas bekannt ist und erstmals 1578 in Krakau gedruckt wurde. Es enthielt aus nicht nachvollziehbaren Quellen lateinische Beschreibungen der Länder Osteuropas, ihrer Geschichte, Geografie, Religion und Überlieferungen. 1611 erschien eine ins Polnische übersetzte erweiterte Version.
Die Geschichte der sarmatischen Hilfstruppen und ihres Kommandeurs diente als Hintergrund für den Roman Die Reiter der Sarmaten (Island of Ghosts, 1992) von Gillian Bradshaw.
Im Kinofilm King Arthur führt ein römischer Kommandeur namens Artorius Castus im Jahr 467 am britannischen Hadrianswall die letzten sechs verbliebenen sarmatischen Ritter zunächst auf eine Mission in das feindliche Pikten-Gebiet und schließlich zusammen mit den Pikten unter ihrem Anführer Merlin in die große Schlacht gegen die eindringenden Sachsen.
In dem 2021 erschienenen Asterix-Comic Asterix und der Greif verschlägt es die Comic-Helden Asterix und Obelix ins Gebiet der Sarmaten.

## Sarmaten und Artus-Legende
Der US-amerikanische Anthropologe und Mythenforscher Scott Littleton hat in verschiedenen Veröffentlichungen aufgezeigt, dass es historische Zusammenhänge zwischen den Artus-Erzählungen und der Anwesenheit sarmatischer Reiter in Britannien geben könnte. Er nimmt an, dass die Geschichten um die Ritter der Tafelrunde auf die schwergepanzerten sarmatischen Lanzenreiter zurückgehen. Littleton weist auf zahlreiche Parallelen zwischen Elementen der Artus-Legende und den älteren sarmatischen Narten-Mythen hin. Ende des 2. Jahrhunderts waren Reiter des sarmatischen Teilstamms der Alanen als römische Hilfstruppen in Gallien anwesend, wo sich später die Legenden um den Tafelrunden-Ritter Lancelot entwickelten.